# Basil Bedsmore Rackham
Basil Bedsmore Rackham, britanski general, * 20. november 1896, † 1988.